# Saw V
Saw V (conocida como El juego del miedo V en Hispanoamérica) es la quinta secuela de la película de terror Saw. Fue escrita por Marcus Dunstan y Patrick Melton y su producción comenzó después de la Navidad de 2007. La filmación empezó el 17 de marzo en Toronto y concluyó el 2 de mayo. Se estrenó el 24 de octubre de 2008 en Estados Unidos y en España el 14 de noviembre de 2008. A diferencia de las anteriores tres películas, Saw V no ha sido dirigida por Darren Lynn Bousman, sino por David Hackl, quien fue el diseñador de producción de Saw II, Saw III y Saw IV.

## Argumento
El asesino convicto Seth Baxter se despierta encadenado a una mesa bajo una hoja de péndulo. Le dicen que puede liberarse aplastando sus manos entre dos prensas. Así lo hace, pero la cuchilla sigue cortándole en dos mientras alguien le observa a través de un agujero en la pared.
El agente del FBI Peter Strahm escapa de la habitación en la que le ha encerrado el detective Hoffman. Entonces es atacado por una figura con una máscara de cerdo y se despierta con la cabeza sellada en una caja que se llena rápidamente de agua. Fuera, Hoffman entrega a Corbett, la hija secuestrada de Jeff, a la policía y afirma que son los únicos supervivientes. Strahm, que ha sobrevivido a la trampa practicándose una traqueotomía con su bolígrafo, también es sacado con vida, para sorpresa de Hoffman.
Hoffman es ascendido y se le atribuye el cierre del caso Jigsaw. Más tarde, Hoffman encuentra una nota en su despacho en la que se lee "Sé quién eres", y se entera de la muerte de la agente Lindsey Pérez mientras coge el teléfono móvil de Strahm de la sala de pruebas de la policía. En el hospital, Strahm le dice a Hoffman que las últimas palabras de Pérez fueron "Detective Hoffman" y se pregunta cómo escapó de la planta. Tras ser puesto de baja médica por su jefe, el agente Dan Erickson, Strahm, sospechando de Hoffman, decide descubrir su implicación con Jigsaw y coge los archivos de casos de víctimas anteriores de Jigsaw para investigarlos.
En una cloaca subterránea, Ashley, Brit, Charles, Luba y Mallick se despiertan con collares atados al cuello, conectados por cables a un conjunto de cuchillas montadas en la pared detrás de ellos. Las llaves de los collares están en cajas de cristal individuales al otro lado de la habitación. Una cinta de vídeo les informa de que todos están conectados y que deben "hacer lo contrario" de sus instintos si quieren sobrevivir a las pruebas que les esperan. Ashley no consigue recuperar la llave y es decapitada. En la segunda sala, llena de explosivos con temporizador, Charles ataca primero a Mallick y luego a Luba, pero ella, Brit y Mallick recuperan sendas llaves de refugios antibombas colocados en las paredes. Charles muere cuando el temporizador expira y los explosivos detonan.
Strahm se entera de que Hoffman mató a Seth Baxter, que había matado a la hermana de Hoffman, años antes. John Kramer secuestró a Hoffman después del hecho y le convenció para que le ayudara a preparar sus futuros "juegos".
En la tercera habitación, Brit mata a Luba antes de que ella y Mallick metan su cadáver en una bañera y lo conecten a cinco cables para completar un circuito eléctrico que desbloquea la puerta de al lado.
Jill Tuck, la ex mujer de John, afirma que Strahm la está acosando. Strahm concluye que todo el mundo estaba destinado a morir en la planta excepto Corbett y Hoffman. Después de que Hoffman le cuente a Erickson la teoría de Strahm sobre un segundo cómplice de Jigsaw, Erickson intenta llamarle. Hoffman contesta en el teléfono de Strahm y cuelga. Erickson hace que uno de sus agentes rastree la señal del teléfono.
En la última sala, Mallick y Brit encuentran una máquina equipada con cinco sierras y un vaso de precipitados que requiere diez pintas de sangre para abrir la puerta final. Se dan cuenta de que todas las pruebas anteriores podrían haberse completado sin víctimas si hubieran trabajado juntos, y descubren su conexión: todos estuvieron implicados en el incendio de un edificio en el que murieron ocho personas. Mallick y Brit conceden una tregua y cada uno corta un brazo en las sierras para proporcionar la sangre necesaria para abrir la puerta final.
Siguiendo la señal a la sala de observación del alcantarillado, Erickson encuentra el teléfono y su propio expediente personal, ambos colocados por Hoffman. También encuentra a Brit y Mallick aún con vida y pide atención médica, antes de poner un boletín de todos los puntos sobre Strahm, convencido de que es el sucesor de Jigsaw. Mientras tanto, Strahm sigue a Hoffman hasta la renovada casa del gas nervioso y encuentra una cinta en una habitación con una caja llena de cristales rotos. La cinta es un mensaje de Hoffman instando a Strahm a entrar en la caja, pero Strahm lo detiene en seco y tiende una emboscada a Hoffman, a quien encierra en la caja. Strahm cree que por fin ha atrapado a Hoffman, pero la puerta de la habitación se cierra de repente. Strahm termina de reproducir la cinta, que le advierte de que si no entra en la caja, morirá y será inculpado como aprendiz de Jigsaw, las paredes empiezan a cerrarse mientras la caja desciende bajo el suelo. A salvo dentro de la caja, Hoffman observa cómo Strahm intenta sin éxito escapar de la habitación y muere aplastado.

## Reparto
| Actor           | Papel                |
| --------------- | -------------------- |
| Scott Patterson | Peter Strahm         |
| Costas Mandylor | Mark Hoffman         |
| Tobin Bell      | John Kramer / Jigsaw |
| Betsy Russell   | Jill Tuck            |
| Julie Benz      | Brit Stevenson       |
| Meagan Good     | Luba Gibbs           |
| Mark Rolston    | Dan Erickson         |
| Carlo Rota      | Charles Salomon      |
| Greg Bryk       | Scott Mallick        |
| Laura Gordon    | Ashley Kazon         |
| Joris Jarsky    | Seth Baxter          |
| Mike Butters    | Paul Leahy           |
| Samantha Lemole | Pamela Jenkins       |
| Sheila Shah     | Agente Cowan         |
| Mike Realba     | Detective Fisk       |
| Lyriq Bent      | Sargento Daniel Rigg |
| Athena Karkanis | Agente Lindsey Pérez |
| Justin Louis    | Art Blank            |
| Donnie Wahlberg | Eric Matthews        |
| Danny Glover    | Detective David Tapp |
| Shawnee Smith   | Amanda Young         |
| Bahar Soomekh   | Lynn Denlon          |
| Niamh Wilson    | Corbett Reinhart     |
| Angus Macfadyen | Jeff Reinhart        |
| Tony Nappo      | Gus Colyard          |
| Sarah Power     | Angelina Hoffman     |
| Tim Burd        | Obi Tate             |